# Kánya
Kánya je obec v Maďarsku v župě Somogy. V roce 2011 zde žilo 404 obyvatel.
Nachází se zde římskokatolický kostel sv. Ladislava z roku 1754.

## Sousední obce
Bedegkér, Somogyegres, Tab, Tengőd